# هانس شوتن
هانس شوتن (انگلیسی: Heinrich Schotten; ۳ ژوئیهٔ ۱۸۵۶ – ۱۸ فوریهٔ ۱۹۳۹) ریاضی‌دان اهل آلمان بود. او به خاطر اصلاحاتی که در زمینه تدریس هندسه ایجاد کرد معروف است.